# 努斯萊大橋

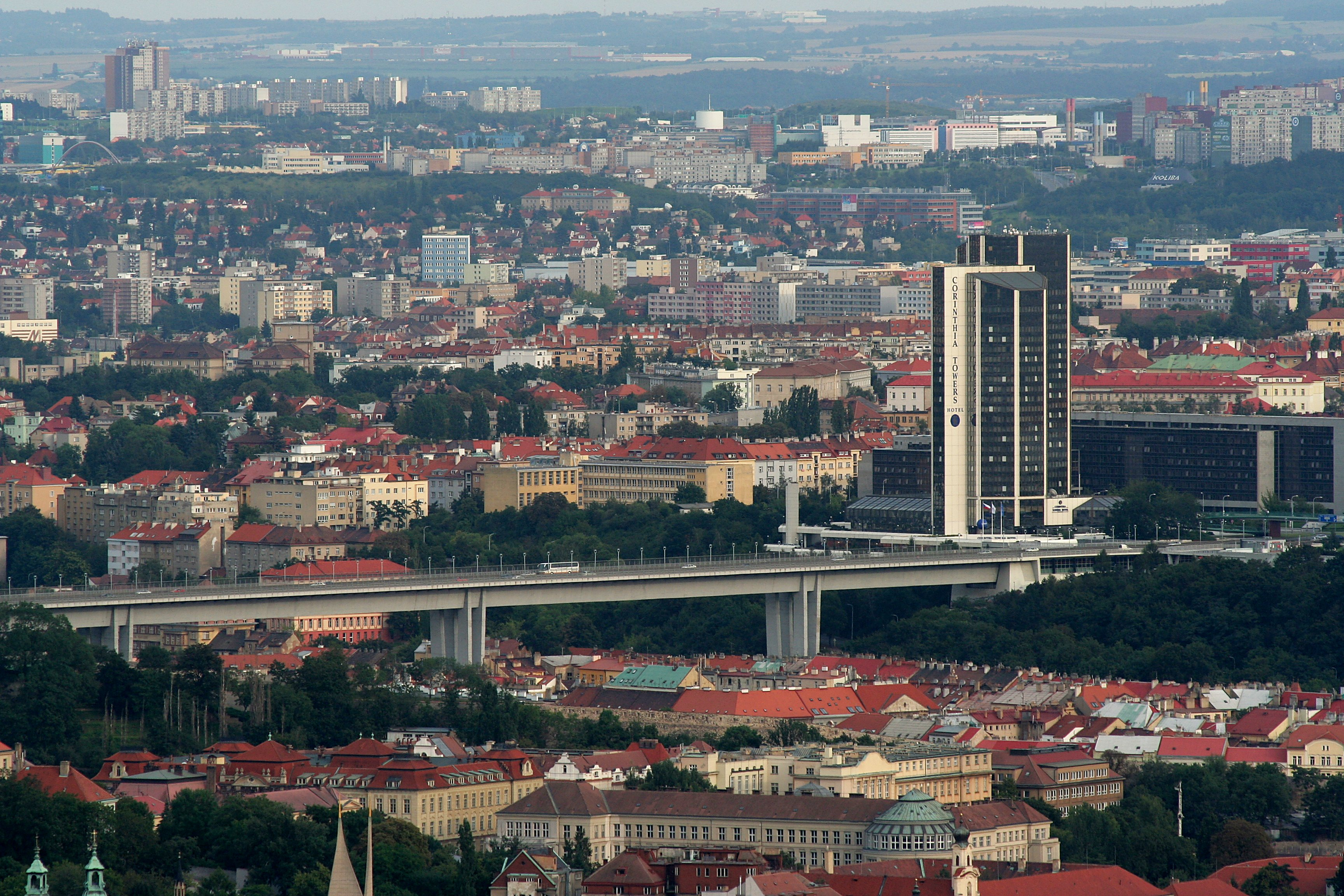

努斯萊大橋（捷克語：Nuselský most）是位於捷克布拉格努斯萊區的一座橋樑，橫跨博蒂奇河的河谷努斯萊谷地，通車於1973年。努斯萊大橋在布拉格交通網中有著極為重要的地位。但另一方面，努斯萊大橋也因在此自殺和自殺未遂者極多而被稱為自殺橋。當局已採取措施防止人們在這座橋上自殺。

## 外部連結
- Structurae数据库中Nusle Bridge的数据